# Giáo phận Urgell
Giáo phận Urgell (phát âm tiếng Catalunya: [uɾˈ(d)ʒeʎ]; tiếng Latinh: Diœcesis Urgellensis) là một giáo phận Công giáo tại vùng tự trị Catalunya (Tây Ban Nha) và Thân vương quốc Andorra, thuộc giáo tỉnh Tarragona, được thiết lập vào năm 500 CN. Nhà thờ chính tòa của giáo phận là Nhà thờ chính tòa La Seu d'Urgell, một nhà thờ với tước hiệu Đức Maria tọa lạc tại thị trấn la Seu d'Urgell.
Một điểm đáng chú ý đó là Giáo phận Urgell bao trùm toàn bộ lãnh thổ nước Andorra và vị giám mục chính tòa của giáo phận này còn kiêm nhiệm chức vụ Đồng Thân vương Andorra cùng với Tổng thống Pháp (trước đây là Quốc vương Pháp hay Vua/Hoàng đế của người Pháp). Lãnh thổ Andorra được Bá tước Urgell là Ermengol Ⅵ nhượng lại cho Giám mục Pere Berenguer của Giáo phận Urgell vào năm 1133.